# کلمبوس (کارولینای شمالی)
کلمبوس (به انگلیسی: Columbus) شهری در ایالت کارولینای شمالی کشور ایالات متحده آمریکا است که جمعیت آن در سرشماری سال ۲۰۱۰ میلادی، ۹۹۹ نفر بوده‌است.